# Дятьковичи (Жуковский район)
Дятьковичи (на старинных картах также Дядьковичи) — село в Жуковском районе Брянской области, в составе Шамординского сельского поселения.
Не путать с деревней Дятьковичи Трубчевского района Брянской области.
Расположено на правом берегу Десны, в 5 км к северу от деревни Шамордино. Население — 93 человека (2010).
Имеется основная общеобразовательная школа.

## История
Упоминается с XVIII века как деревня (сельцо), владение Мачихиных, Вепрейских, Тютчевых, позднее Демидовых и других помещиков. Состояла в приходе села Вщиж; своего храма здесь никогда не было.
С 1861 по 1929 год деревня Дятьковичи входила в состав в Овстугской волости Брянского (с 1921 — Бежицкого) уезда. В 1888 году была открыта земская школа. С 1929 в Жуковском районе; до 2005 года являлась центром Дятьковичского сельсовета (формально, фактически центр сельсовета находился в деревне Задубравье с 1989).
Бывшая центральная усадьба колхоза им. Мичурина.
В 1964 году деревня Дятьковичи была преобразована в село, при этом в её состав были включены соседние деревни Митьковщина (центральная часть нынешнего села) и Спинка (южная его часть).
| Годы      | 1866 | 1897 | 1926 | 1979 | 1989 | 2002 | 2010 |
| --------- | ---- | ---- | ---- | ---- | ---- | ---- | ---- |
| Население | 290  | 519  | 701  | 418  | 211  | 117  | 93   |

## Улицы
Почтовый индекс 242711.
Дачная ул.
Дегтярева ул. (носит имя уроженца деревни Спинки, Героя Соц. Труда, Дегтярёва А. С.)
Заречная ул.
Луговая ул.
Советская ул.
Школьная ул.
В местной топонимике, помимо территориального деления на исторические деревни Митьковщину (современные ул. Советская и часть Заречной) и Спинку (современная ул. Дегтярева), существует также разделение непосредственно деревни Дятьковичи:
- Верхние Дятьковичи (расположены выше по течению Десны, до реки Песочни, ул. Луговая),
- Нижние Дятьковичи (ниже по течению Десны, от реки Песочни, ул. Заречная и Дачная),
- Ялуга (ул. Школьная).

## Транспорт
Автобусное сообщение (2 раза в день) с районным центром городом Жуковка с конца 1980-х.
Школьный автобус.
Долгое время (до середины 1990-х) существовал деревянный автомобильный мост через Десну и дорога (грунтовая) длиной ~5.5 км от С-З оконечности села до ж.д. станции Тросна.

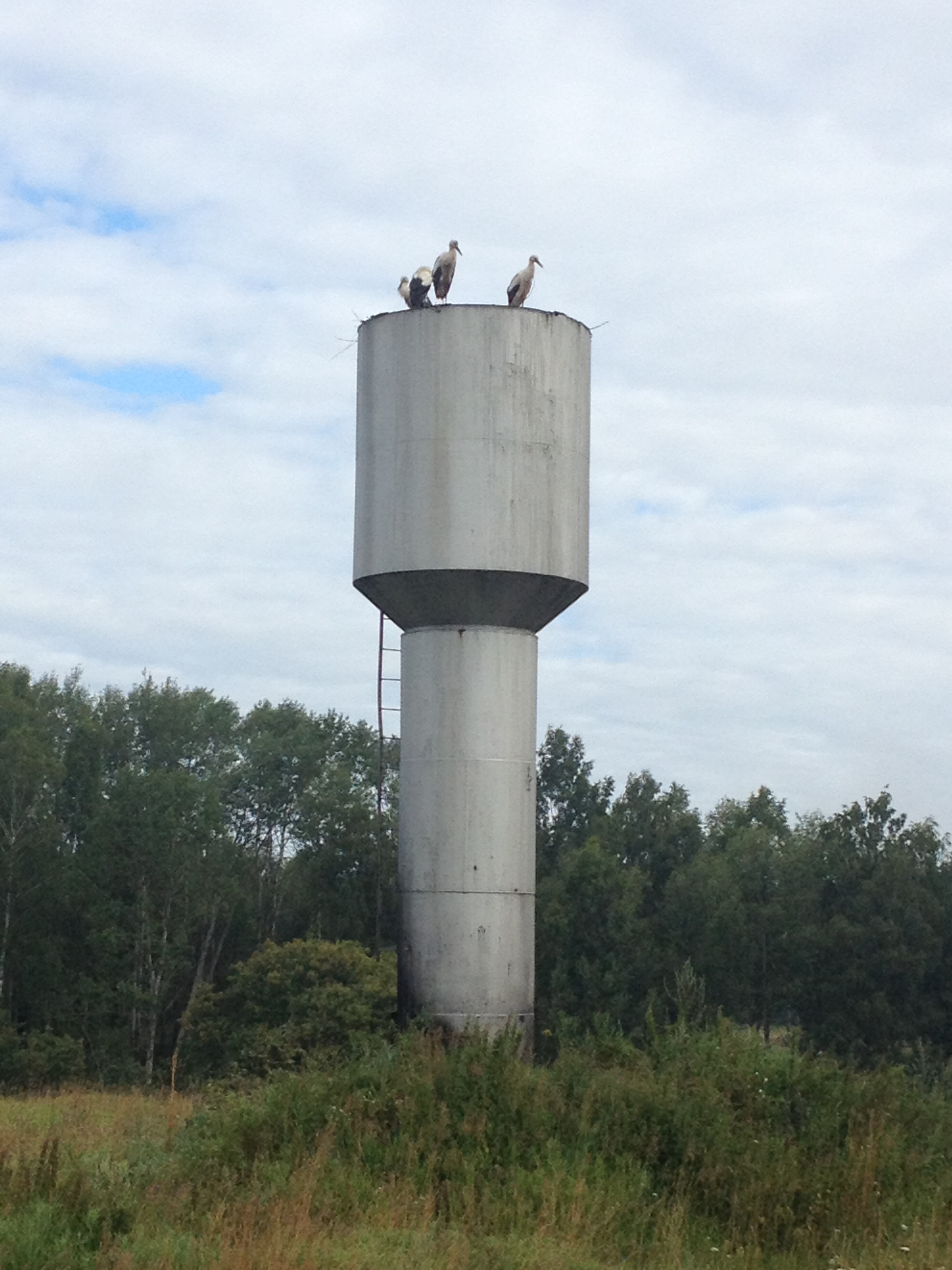
Аисты на водонапорной башне

Автомобильный мост через реку Песочню (перестроен полностью в нач. 2010-х).

## Инфраструктура
Газифицировано.
Центральное водоснабжение (холодная вода).
Телефон.
Асфальтовые дороги: от Задубравья к школе, ответвление на ул. Дачную (где, на берегу Десны, построены дорогостоящие дачи).
В бытность центром сельсовета имелись магазин, клуб, баня, фельдшерский пункт, фермы (коровники), МТС.
Индивидуальная застройка.
В данный момент число постоянных жителей уменьшается, однако увеличивается число дачников — благодаря красивому рельефу и видам на реки Песочню и Десну.

## Достопримечательности

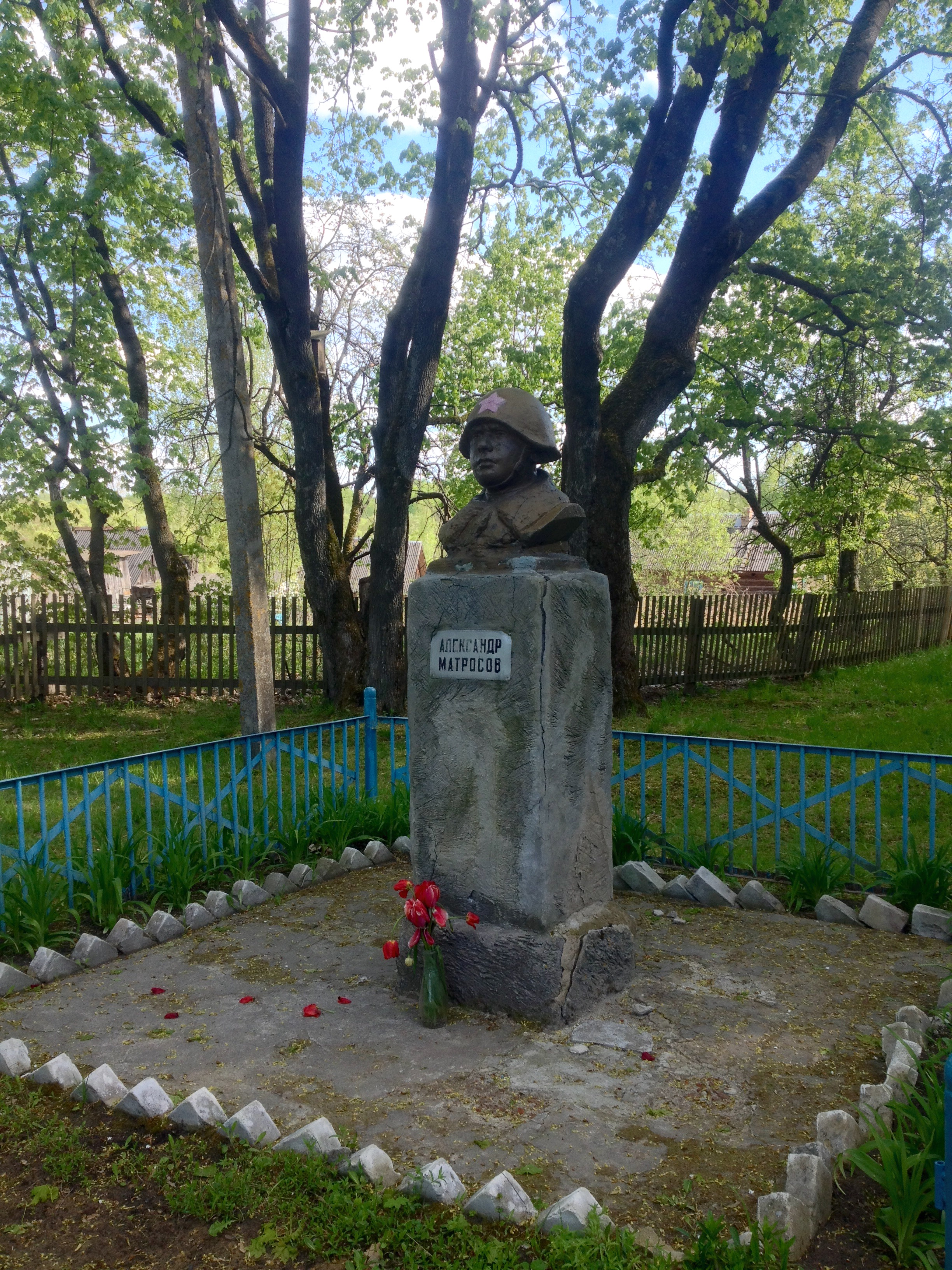
Бюст А.Матросова во дворе школы

Дятьковичская основная общеобразовательная школа (двухэтажное каменное здание построено в 1972 году) — гарант современного существования села. Около 40 обучающихся из села Дятьковичи и деревни Задубравье. Действует Зал истории.
Бюст А.Матросова перед школой.
Металлический обелиск на братской могиле советских воинов, погибших во время ВОВ (ул. Советская).
Искусственный пруд на левом притоке реки Песочни.
Многочисленные стоянки древнего человека (обследованные в 1950-1970-хх, в том числе известным советским археологом Б.А. Рыбаковым), в основном к северу от села, на правом и левом (урочище Лунёво) берегах Десны.
Известны находки фрагментов скелета мамонта (1948 год), переданы в Брянский областной краеведческий музей.

## Личности
Единственный Герой Социалистического Труда из Жуковского района, Александр Семенович Дегтярёв, родился в Спинке в 1932 году. Окончил Дятьковичскую 7-летнюю школу.